# توماس مور
السير توماس مور (Sir Thomas More؛ 7 فبراير 1478 - 6 يوليو 1535) كان قائداً سياسياً ومؤلفاً وعالماً إنجليزياً عاش في القرن 16. يتذكر عادة لمفهوم اليوطوبيا أو المدينة الفاضلة في كتابه اليوتوبيا. وهو قديس حسب الكنيسة الرومانية الكاثوليكية. عارض طلاق هنري الثامن لكاثرين من آراغون، ورفض الاعتراف به كرئيس للكنيسة الرومانية الكاثوليكية في إنجلترا، فحبس وقطع رأسه في برج لندن.
ولد توماس مور في مدينة لندن في 7 فبراير 1478. تلقى تعليمه في مدرسة القديس أنتوني (St. Anthony's) المعروفة. أصبح محامياً ناجحاً في عام 1501. عين كنائب عمدة لمدينة لندن من 1510 إلى 1518. ألف كتاب «الإبجرامات أو المقطوعة اللاذعة» (1505) «تاريخ الملك ريتشارد الثالث» (1513 - 1518) و«اليوتوبيا» (1516) و«حوار متعلق بالبدع» (1529). في عام 1517 أصبح سكرتير ومستشار الملك هنري الثامن. في عام 1523 انتخب كناطق باسم مجلس العموم. في عام 1529 أصبح وزيراً للعدل، ولكنه استقال من منصبه في عام 1532 حينما لم يقبل طلاق الملك هنري الثامن من كاثرين، كما رفض قبول قانون السيادة. في عام 1534 اتهم بالخيانة العظمى فسجن في برج لندن، حيث كتب «حوار الراحة ضد المحنة». في 6 يوليو 1535 تم إعدامه عن طريق قطع الرأس.

## النشأة
ولد توماس مور في شارع ميلك في مدينة لندن في 7 فبراير 1478، وهو ابن السير جون مور، المحامي الناجح ثم القاضي لاحقًا، وزوجته أغنيس (اسمها قبل الزواج غراونجر). كان الثاني من بين ستة أطفال. درس مور في مدرسة سانت أنتوني، التي كانت تعتبر آنذاك من أفضل المدارس في لندن. من عام 1490 حتى عام 1492، عمل مور خادمًا منزليًا لرئيس أساقفة كانتربيري والسيد المستشار لإنجلترا، جون مورتون.
أيد مورتون بحماس مفهوم «التعلم الجديد» (المنحة الدراسية التي عُرفت فيما بعد باسم «الإنسانية» أو «إنسانية لندن»)، وكان معجبًا جدًا بمور الشاب. لاعتقاده أن مور يتمتع بإمكانات عالية، رشحه مورتون لمنصب في جامعة أكسفورد (إما في سانت ماري هول أو كلية كانتربري، واختفت كلتيهما الآن).
بدأ مور دراسته في أكسفورد عام 1492، وتلقى تعليمًا كلاسيكيًا. تعلّم على يد توماس لينيكر ووليام غروسين، وأصبح ماهرًا في اللغتين اللاتينية واليونانية. غادر مور أكسفورد بعد عامين فقط -بناءً على إصرار والده- لبدء تدريبه القانوني في لندن في نيو إن، إحدى هيئات المحكمة العليا. في عام 1496، أصبح مور طالبًا في جمعية لنكولن، إحدى الهيئات القانونية، حيث بقي حتى عام 1502، عندما استُدعي إلى نقابة المحامين.
كان بإمكان مور التحدث والمزاح باللغة اللاتينية بنفس طلاقة اللغة الإنجليزية. كتب الشعر وترجمه. تأثر بشكل خاص ببيكو ديلا ميراندولا وترجم كتاب ذا لايف أوف بيكو إلى الإنجليزية.

## حياته الروحية
وفقًا لصديقه اللاهوتي ديزيديريوس إيراسموس من روتردام، فكر مور بجدية في التخلي عن حياته المهنية في القانون ليصبح راهبًا. بين عامي 1503 و1504، عاش مور بالقرب من الدير الكارثوزي خارج أسوار لندن وانضم إلى ممارسات الرهبان الروحية. رغم إعجابه الشديد بتقواهم، قرر مور في النهاية أن يبقى علمانيًا، وترشح لانتخابات البرلمان عام 1504 وتزوج في العام التالي.

## حياته العائلية
تزوج مور من جوانا «جين» كولت، الابنة الكبرى لجون كولت من إسكس عام 1505. في ذلك العام استأجر جزءًا من منزل يُعرف باسم أولد بارج في باكلرزبيري، أبرشية سانت ستيفن والبروك، لندن. بعد ثماني سنوات، استولى على بقية المنزل وعاش هناك لمدة 20 عامًا تقريبًا، حتى انتقاله إلى تشيلسي عام 1525. أفاد إيراسموس أن مور أراد منح زوجته الشابة تعليمًا أفضل مما تلقت سابقًا في المنزل، وعلمها الموسيقى والأدب. أنجب الزوجان أربعة أطفال: مارغريت وإليزابيث وسيسيلي وجون. توفيت جين عام 1511.
مخالفًا لنصيحة أصدقائه والعادات الشائعة، في غضون 30 يومًا، تزوج مور إحدى النساء الملائمات بين دائرة أصدقائه الواسعة. اختار أليس ميدلتون، وهي أرملة، لحمل مسؤولية أسرته ورعاية أطفاله الصغار. كانت سرعة الزواج غير عادية لدرجة أن مور اضطر إلى الحصول على إذن خاص لإعلان الزواج، والذي حصل عليه بسهولة بسبب سمعته العامة الجيدة.

## شخصيته بحسب إيراسموس
فيما يتعلق بشخصية مور، قدم إيراسموس صورة ثابتة على مدى خمسة وثلاثين عامًا.
بعد فترة وجيزة من لقائه بالمحامي الشاب مور، الذي أصبح أفضل صديق له ودعاه إلى منزله، ذكر إيراسموس في عام 1500 «هل ابتكرت الطبيعة شيئًا أكثر لطفًا أو حلاوةً أو اتساقًا من شخصية توماس مور؟». في عام 1519، كتب أن مور «وُلد خصيصًا للصداقة؛ لا يوجد من هو أكثر انفتاحًا في تكوين الأصدقاء أو أكثر تمسكًا بهم.» في عام 1535، بعد إعدام مور، كتب إيراسموس أن مور «لم يحمل ضغينةً تجاه أي شخص».

## حياته السياسية المبكرة
في عام 1504، انتُخب مور لعضوية البرلمان ليمثل غريت يارموث، وفي عام 1510 بدأ يمثل لندن.
جذب مور اهتمام الرأي العام أولًا من خلال سلوكه في برلمان عام 1504، ومن خلال معارضته الجريئة لطلب الملك المال. كان يحق للملك هنري السابع، وفقًا للقوانين الإقطاعية، الحصول على إعانة مالية بمناسبة زواج ابنته. لكنه جاء إلى مجلس العموم لطلب مبلغ أكبر بكثير مما كان ينوي دفعه لابنته. كان الأعضاء، رغم عدم رغبتهم قبول منح هذا المبلغ، يخشون الإساءة إلى الملك، حتى كسر مور حاجز الصمت، ويقال إن خطابه أدى إلى تغيير قرار مجلس العموم لخفض الدعم البالغ ثلاثة أخماس ما طالبت به الحكومة إلى 30,000 جنيه إسترليني. ذهب أحد الخدم وأخبر سيده أن صبيًا بلا لحية أحبط خطته. لم يغفر هنري أبدًا لوقاحته؛ لكن آنذاك، كان الانتقام الوحيد الذي بيديه هو أذية والد مور، فألقاه في البرج بحجة ما، ولم يطلق سراحه إلا بعد دفع غرامة قدرها 100 جنيه إسترليني. وجد توماس مور أنه من الأفضل الانسحاب من الحياة العامة نحو التخفي.
منذ عام 1510، خدم مور بمنصب أحد نواب عمدة مدينة لندن، وهو منصب ذو مسؤولية كبيرة اكتسب من خلاله سمعة طيبة باعتباره موظفًا عامًا نزيهًا وفاعلًا. كان مهتمًا بالصحة العامة، وأصبح مفوضًا معنيًا بالصرف الصحي في عام 1514. أصبح مور رئيس محكمة المطالبات في عام 1514، وهو نفس العام الذي تعين فيه مستشارًا في المجلس الخاص للمملكة المتحدة. بعد استلامه مهمة دبلوماسية من قبل الإمبراطور الروماني المقدس، تشارلز الخامس، برفقة الكاردينال ورئيس أساقفة يورك، توماس وولسي، إلى بلدة كاليه (لميدان قماشة الذهب) ومدينة بروج، حصل مور على لقب فارس وتعين وكيلًا للخزانة في عام 1521.

## المستشارية
بعد سقوط وولسي، استلم مور منصب السيد المستشار (رئيس وزراء الحكومة) في عام 1529؛ وكان هذا أعلى منصب مسؤول عن شؤون العدالة والقانون العام، بما في ذلك العقود وقضايا الأسرة المالكة وبعض استئنافات المخالفات. قام بتسوية القضايا بسرعة غير مسبوقة. في عام 1532، كان مسؤولًا عن قانون مكافحة التلوث.
بصفته السيد المستشار، كان عضوًا (وربما رئيس المحكمة في حالة حضوره، والذي كان آخر من يتحدث ويدلي بصوته الحاسم في حال تعادل الأطراف) في محكمة غرفة الملك، وهي محكمة استئناف للقضايا المدنية والمسائل الجنائية، بما في ذلك أعمال الشغب والفتنة، وكانت بمثابة الاستئناف الأخير في محاكمات المعارضين.

## وصلات خارجية
- توماس مور على موقع الموسوعة البريطانية (الإنجليزية)
- توماس مور على موقع ميوزك برينز (الإنجليزية)
- توماس مور على موقع ميوزك برينز (الإنجليزية)
- توماس مور على موقع إن إن دي بي (الإنجليزية)
- توماس مور  على قاعدة بيانات الخيال التأملي على الإنترنت